# Allonolla usingeri
Allonolla usingeri är en insektsart som beskrevs av Young 1977. Allonolla usingeri ingår i släktet Allonolla och familjen dvärgstritar. Inga underarter finns listade i Catalogue of Life.